# Cristina Lago
Cristina Lago (Foz do Iguaçu, 10 de janeiro de 1982) é uma atriz brasileira atuando nos filmes Maré, Nossa História de Amor, Olhos Azuis e Bruna Surfistinha.

## Biografia
Cristina Lago nasceu em Foz do Iguaçu, Paraná, mas aos 3 anos de idade mudou-se para Rondônia, onde viveu grande parte da infância. Aos 19 anos, deu início à sua trajetória artística no Rio de Janeiro, onde estudou dança e teatro. Formou-se em Dança pela Faculdade Angel Vianna e aprofundou seus estudos teatrais no renomado Tablado, complementando sua formação com cursos livres ministrados por grandes nomes como Cristina Moura, Susanna Kruger e Daniel Herz.
Cristina estreou no cinema com o longa-metragem musical “Maré: Nossa História de Amor” (2006), dirigido por Lucia Murat, no qual interpretou a protagonista Analídia. Seu talento logo chamou a atenção, e em 2009, brilhou como Bia no drama “Olhos Azuis”, de José Joffily, papel que lhe rendeu o prêmio de Melhor Atriz no II Festival de Cinema de Paulínia. Outros destaques de sua carreira no cinema incluem sua atuação como Gabi no filme “Bruna Surfistinha” (2011), dirigido por Marcus Baldini, e sua participação em “Éden”, de Bruno Safadi. Em 2025, Cristina poderá ser vista no aguardado longa “Umor”, de Joana Nin.
Na televisão, Cristina também deixou sua marca. Participou de produções como a novela “I Love Paraisópolis” (TV Globo) e a 2ª temporada da série "Os Outros" na Globoplay. Atuou na série “Pacto de Sangue”, disponível na Netflix, protagonizou um episódio de “Terrores Urbanos”, dirigido por Fernando Coimbra, e esteve na novela portuguesa “Na Corda Bamba” (2019), exibida pela TVI e disponível na GloboPlay. Recentemente, integrou o elenco de “O Beijo Adolescente” (2023, HBO).
No teatro, Cristina participou de diversas produções marcantes, como “Ariano” (2007), dirigido por Gustavo Paso, “Agora!” (2010), de Cláudia Melle, e “Preciso Andar - Wanderlust”, de Ivan Sugahara. Outras produções notáveis incluem “CHAGALL, O Poeta com Asas de Pintor”, de João Batista, e “O Alfaiate do Rei”, de Cacá Mourthé.
Paralelamente à carreira de atriz, Cristina se destacou como diretora, roteirista e produtora. Seu curta-metragem mais recente, “Aquela Mulher”, dirigido em parceria com Marina Erlanger, foi selecionado para mais de 20 festivais nacionais e internacionais e recebeu o prêmio de Melhor Direção no Festival Curta Caió. No curta, Cristina assina a direção, o roteiro e ainda atua. Anteriormente, idealizou e coproduziu o curta “O Casamento de Mário e Fia”, dirigido por Paulo Halm, e dirigiu os videodanças “Deslocada”, para o SESC Rio, e “Aqui Dentro”, selecionado para o projeto “Arte Como Respiro” do Itaú Cultural.
Cristina Lago também estudou Direção para Cinema no Instituto de Cinema de São Paulo e Montagem para Cinema na ABC Cursos, no Rio de Janeiro. Sua versatilidade e dedicação às artes consolidam seu lugar como uma das artistas mais completas e talentosas de sua geração.

## Carreira

### Cinema
| Ano  | Filme                        | Personagem | Direção              | Nota                                                                                             |  |
| ---- | ---------------------------- | ---------- | -------------------- | ------------------------------------------------------------------------------------------------ |  |
| 2007 | Maré, Nossa História de Amor | Analídia   | Lúcia Murat          | - Indicada: Prêmio Open Doek: Melhor Atriz Coadjuvante                                           |  |
| 2009 | Olhos Azuis                  | Bia        | José Joffily         | - Troféu Festival Paulínia de Cinema: Melhor Atriz - Prêmio 100% Vídeo: Melhor Atriz Coadjuvante |  |
| 2009 | Irmãos                       | Maria      | Eduardo Hunter Moura | Curta-metragem                                                                                   |  |
| 2011 | Bruna Surfistinha            | Gabi       | Marcus Baldini       |                                                                                                  |  |
| 2011 | Um Dia de Maria              | Maria      | Lucieda Moreda       | Curta-metragem                                                                                   |  |
| 2012 | O Casamento de Mário e Fia   | Fia        | Paulo Halm           | Curta-metragem (idealizadora e produtora)                                                        |  |
| 2012 | Éden                         | Vânia      | Bruno Safadi         |                                                                                                  |  |
| 2018 | Silêncio da Chuva            | Silvia     | Daniel Filho         |                                                                                                  |  |
| 2025 | Rumor                        | Beatriz    | Joana Nin            |                                                                                                  |  |

### Televisão
| Ano  | Título                              | Personagem                  | Emissora                      |
| ---- | ----------------------------------- | --------------------------- | ----------------------------- |
| 2010 | A Vida Alheia - Ep: O Esquema       | Giovana                     | Tv Globo                      |
| 2010 | Os Gozadores - 1ª temporada         | Joelma                      | Multishow                     |
| 2011 | Os Gozadores - 2ª temporada         | Joelma                      | Multishow                     |
| 2014 | Em Família                          | Janice                      | Tv Globo                      |
| 2014 | Não Tá Fácil Pra Ninguém            | Vários Personágens          | Multishow                     |
| 2014 | Descalço Sobre a Terra Vermelha     | Rosa                        | TV Espanhola, TV3 e TV Brasil |
| 2015 | I Love Paraisópolis                 | Gilda                       | Tv Globo                      |
| 2015 | PSI                                 | Amanda                      | HBO                           |
| 2015 | As Canalhas                         | Julinha                     | GNT                           |
| 2016 | Malhação                            | Piedad                      | Tv Globo                      |
| 2017 | Era Uma Vez Uma História            | Carlota Joaquina            | Band                          |
| 2017 | Sob Pressão                         | Priscila                    | Tv Globo                      |
| 2018 | Magnífica 70 - 3º Temporada         | Bianca                      | HBO                           |
| 2018 | Pacto de Sangue                     | Renata                      | Space / Netflix               |
| 2018 | Conselho Tutelar - 3º Temporada     | Sheila                      | RecordTV                      |
| 2019 | Terrorres Urbanos - O Homem do Saco | Jane                        | RecordTV / PlayPlus           |
| 2019 | Na Corda Bamba                      | Carolina «Carol» Montenegro | TVI                           |
| 2023 | Beijo Adolescente                   | Margô                       | HBO Max                       |
| 2024 | Os Outros 2º Temporada              | Lídia                       | GloboPlay                     |

### Teatro
| Ano         | Peça                                | Direção              |
| ----------- | ----------------------------------- | -------------------- |
| 2003 - 2004 | Nosferatu, um pouco de nós          | Marcos Henrique Rego |
| 2004 - 2005 | O Alfaiate do Rei                   | Cacá Mourthé         |
| 2007        | Ariano                              | Gustavo Paso         |
| 2010        | Agora!                              | Claudia Mele         |
| 2012        | Chagall, o poeta com asas de pintor | João Batista         |
| 2012        | Antes que você me toque             | Ivan Sugahara        |
| 2014        | Preciso Andar - Wunderlust          | Ivan Sugahara        |

### Prêmios
| Ano  | Categoria                | Festival                               | Filme                      | Resultado |
| ---- | ------------------------ | -------------------------------------- | -------------------------- | --------- |
| 2009 | Melhor atriz             | Festival Paulínia de Cinema            | Olhos Azuis                | Vencedora |
| 2011 | Melhor atriz coadjuvante | Prêmio 100% Vídeo de Cinema Brasileiro | Olhos Azuis                | Vencedora |
| 2012 | Melhor atriz             | 10º FestCine Amazônia                  | O Casamento de Mario e Fia | Vencedora |